# ささの友間
ささの 友間（ささの ゆうま、本名：笹野 友間（読み同じ）、1993年3月11日 - ）は、日本の俳優である。東京都出身。グランパパプロダクション所属。

## 出演

### テレビドラマ
- はみだし刑事情熱系VI 第16話（2002年、テレビ朝日） - 南雲耕太 役
- 刑事☆イチロー（2003年、TBS） - 井川友間 役
- きみはペット（2003年、TBS）
- 異議あり!女弁護士大岡法江（2004年、テレビ朝日） - 仙道タケル 役
- 火曜サスペンス劇場 警部補・佃次郎 20作目 望郷（2005年、日本テレビ）
- たくさんの愛をありがとう（2006年、日本テレビ） - 先間裕間 役
- 水曜ミステリー9「北アルプス山岳救助隊・紫門一鬼9」（2007年、テレビ東京） - 仁科徹 役
- 坂の上の雲（2009年 - 2011年、NHK総合） - 高浜虚子（少年時代）役
- 大河ドラマ 「龍馬伝」 （2010年、NHK総合） - 岩崎弥之助（青年時代） 役
- 土曜ワイド劇場「100の資格を持つ女〜ふたりのバツイチ殺人捜査〜4」（2010年、朝日放送） - 星野聡 役
- 新春ワイド時代劇「白虎隊〜敗れざる者たち」（2013年、テレビ東京） - 鈴木源吉 役
- 慰謝料弁護士〜あなたの涙、お金に変えましょう〜 第5話（2014年、読売テレビ） - 大山孝之 役
- 軍師官兵衛（2014年、NHK） - 別所友之 役
- 大岡越前2 第2話（2014年、NHK BSプレミアム） - 源助 役
- 土曜ワイド劇場「セイアン〜生活安全特捜隊」（2014年、テレビ朝日） - 八木裕介 役
- 表参道高校合唱部!（2015年、TBS） - 前田涼太 役
- 手裏剣戦隊ニンニンジャー（2016年、テレビ朝日） - 松尾凪の同級生 役

### 映画
- バトル・ロワイアルII 鎮魂歌（2003年、東映） - ワイルドセブンの子供達 役
- この世の外へ クラブ進駐軍（2004年、松竹） - 浮浪児 役
- 鉄人28号（2005年、松竹） - 孝 役
- プルコギ（2007年、ファントム・フィルム） - 李親子 役
- 遠くの空に消えた（2007年、ランブルフィッシュ） - 土田公平 役
- 西成ゴローの四億円（2021年11月9日、吉本興業、チームオクヤマ、シネメディア） - 金本彰 役
  - 西成ゴローの四億円 死闘篇（2022年公開予定）